# 上米托

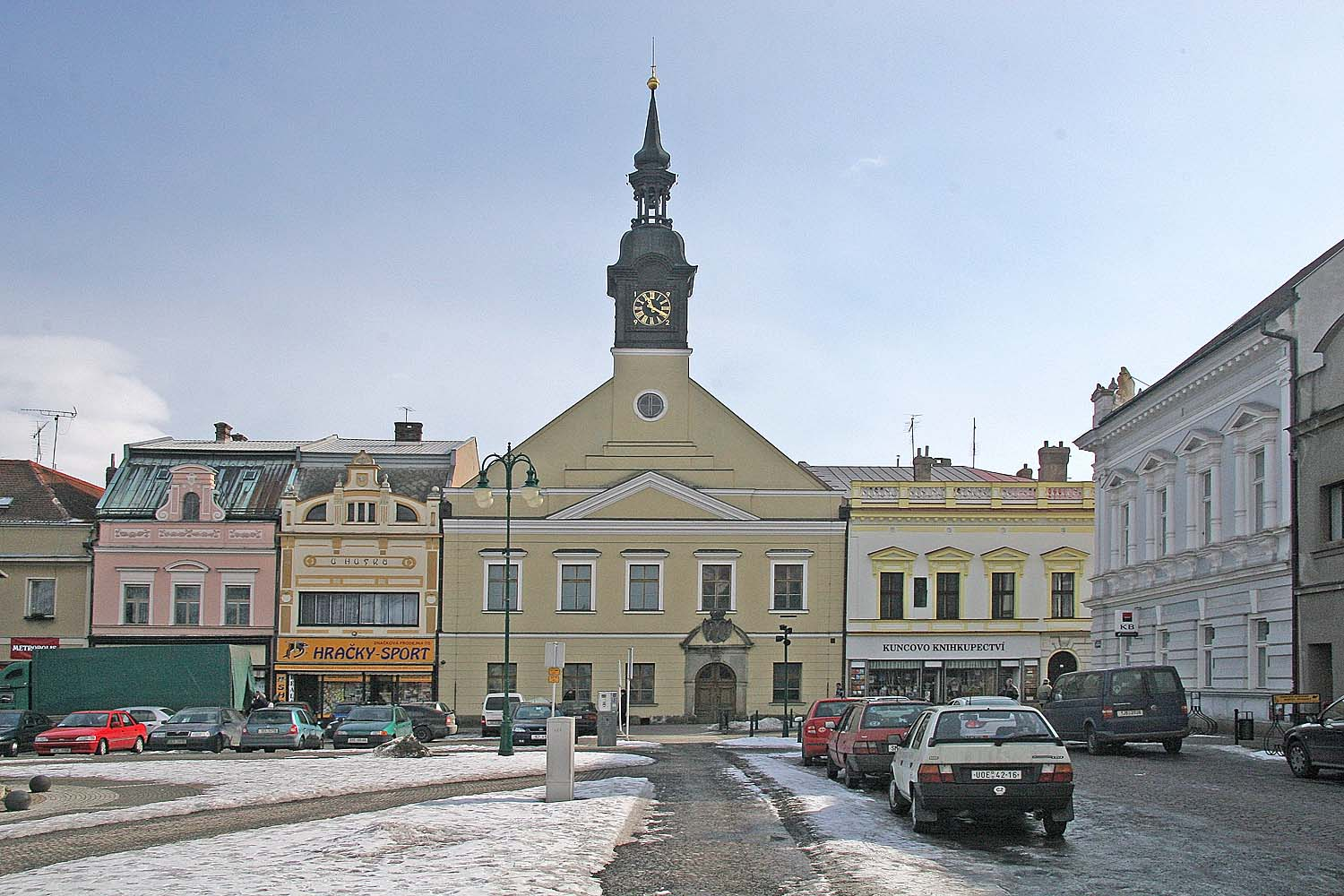

上米托是捷克的城鎮，位於該國北部，距離奧爾利采河畔烏斯季18公里，由帕爾杜比采州負責管轄，始建於1262年，面積42.07平方公里，海拔高度284米，2011年人口達到 12,634。

## 友好城市
- 法國 阿诺奈[1]

## 外部連結
- Official website (in Czech)
- Museum in Vysoké Mýto（页面存档备份，存于）
- View of Vysoké Mýto in 18th century (large image)

1. ↑  mairie-annonay.fr (编). . mairie-annonay.fr.   [2020-10-31]. （原始内容存档于2020-11-05） （法语）.